# Veilchenschnecke
Die Veilchenschnecke (Janthina janthina), auch als Floßschnecke bezeichnet, ist eine Schnecke aus der Gattung der Veilchenschnecken (Janthina) in der Familie der Floßschnecken (Janthinidae). Die Schnecke in ihrem veilchenfarbenen Gehäuse treibt zeitlebens mit Hilfe eines aus Schleim und Luftblasen gebildeten Floßes an Ozeanoberflächen (holoplanktisch) der gemäßigten und tropischen Zonen. Sie ernährt sich von Nesseltieren.

## Verbreitung
Die Veilchenschnecke kommt in gemäßigten bis tropischen Breiten aller drei Ozeane sowie (selten) im Mittelmeer vor.

## Aussehen

Fünf Ansichten eines leeren Gehäuses von Janthina janthina

Wie die meisten Schnecken besitzt die Veilchenschnecke ein rechtsdrehendes Gehäuse. Es ist leicht und zerbrechlich, seine Form näherungsweise konisch, aber variabel und hat eine flache Spitze. Die bis zu vier Umgänge enden in einer nahezu dreieckigen bis gerundeten, weiten Gehäusemündung. Der Körperumgang ist groß. Die Spindel ist gerade, oft mit einer leichten Drehung. Das veilchenblau gefärbte, dünne Gehäuse ist fast glatt mit deutlich sichtbaren Zuwachsstreifen. Die Schale wird bis zu 31 mm hoch, die Mündung bis zu 22 mm weit. Während die Veliger-Larve noch ein Operculum besitzt, ist dieses beim adulten Tier nicht mehr vorhanden.
Die Schnecke besitzt einen großen Kopf auf einem sehr beweglichen Hals. Die sehr kleinen Augen sitzen an der Basis der Fühler.

## Blasenfloß

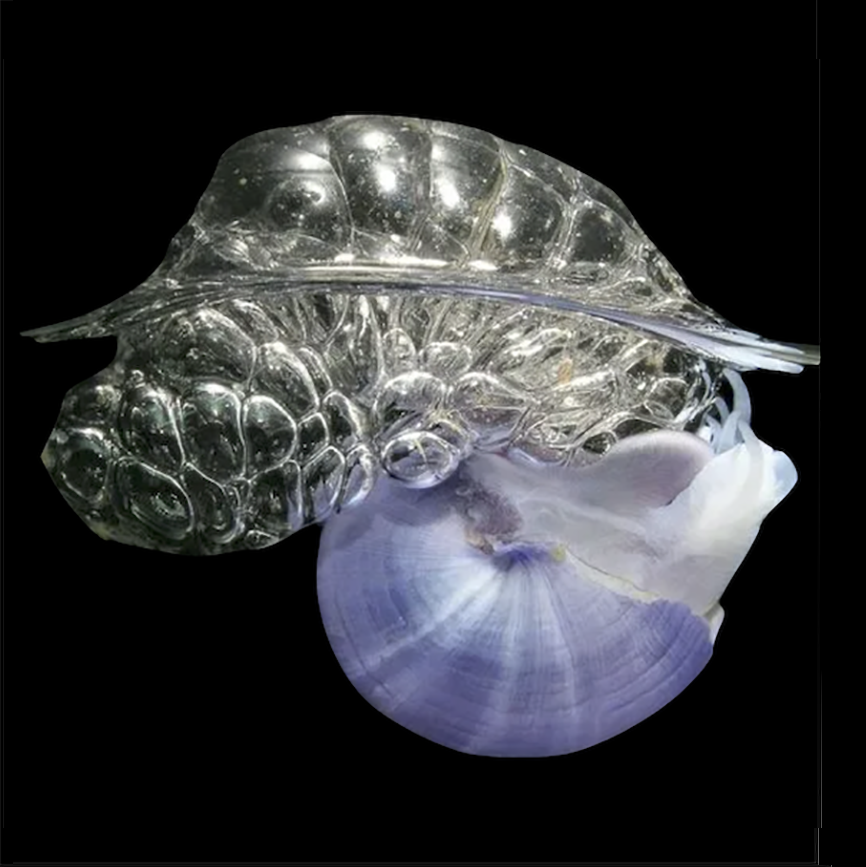
Seitenansicht eines großen Blasenfloßes aus Schneckenschleim und Gasblasen, das über die Wasserlinie hinaustritt

Die Schnecke bildet unter einer chitinhaltigen Membran ein transparentes Blasenfloß  aus körpereigenem Schleim und luftgefüllten Blasen, an dem sie mit der Ventralseite nach oben hängt und an der Wasseroberfläche treibt. Deswegen ist das Schneckenhaus umgekehrt konterschattiert. Aus der Luft ist das Blasenfloß und das darunter treibende Schneckengehäuse praktisch unsichtbar.

## Lebenszyklus
Die Schnecke ist zunächst ein Männchen und später ein Weibchen. Veilchenschnecken haben keinen Penis, vielmehr gelangen die Spermien über das Wasser vom Männchen zum Weibchen. Während andere Janthina-Arten bis zu zweieinhalb Millionen Eier an ihrem Floß befestigen, ist Janthina janthina ovovivipar, d. h. die Eier entwickeln sich im Eileiter des Muttertiers, bis zahlreiche zerplatzende Eipakete mit voll entwickelten Veliger-Larven abgestoßen werden, aus denen diese herausschwimmen. Wenn sich die Eipakete bereits im Eileiter öffnen, schwimmen die Larven aus der Geschlechtsöffnung des Muttertiers heraus. Aus einem Paket kommen etwa 20 oder mehr Larven, die einen Schalendurchmesser von 100 bis 230 µm haben. Es folgt eine längere Phase der Veliger-Larve als Zooplankton, bis sich aus ihr die fertige Schnecke entwickelt.
Zum Zeitpunkt der Metamorphose bildet die Jungschnecke einen langen schleimigen Stiel mit einem Ballen von Luftblasen am Ende, mit Hilfe dessen das Tier die Oberfläche erreicht, wo das endgültige Floß gebildet wird. Die lufthaltigen Schleimblasen werden mit dem Fuß gebildet, wobei für eine Blase etwa 10 Sekunden gebraucht werden. Verliert die Schnecke ihr Floß, kann sie ein neues nur dann bilden, wenn sie Kontakt zur Wasseroberfläche und somit zur Luft hat.

## Nahrung
Die Veilchenschnecke ernährt sich von Nesseltieren, insbesondere von Segelquallen und Staatsquallen, darunter auch von der hochgiftigen Portugiesischen Galeere. Daneben werden auch andere holoplanktische Schnecken sowie Meerwasserläufer angegriffen.

## Gefährdung
Die Gefährdungssituation der Veilchenschnecke nach IUCN ist unbestimmt. Im Mittelmeer kann sie zwar nur selten beobachtet werden, aber ihr weltweites Vorkommen in den Ozeanen scheint sie wenig gefährdet erscheinen zu lassen. Allerdings ist das Holoplankton möglicherweise ernsthaft bedroht durch die zunehmende Plastikverschmutzung mit Mikroplastik und Nanoplastik. Stellenweise übertrifft die Masse treibender Kunststoffteile die der Meeresorganismen. Insbesondere treibende Veilchenschnecken werden innerhalb solcher Treibinseln beobachtet. Nachvollziehbare Forschungsergebnisse fehlen, die Gefährdungslage einschätzen zu können.